# The Field

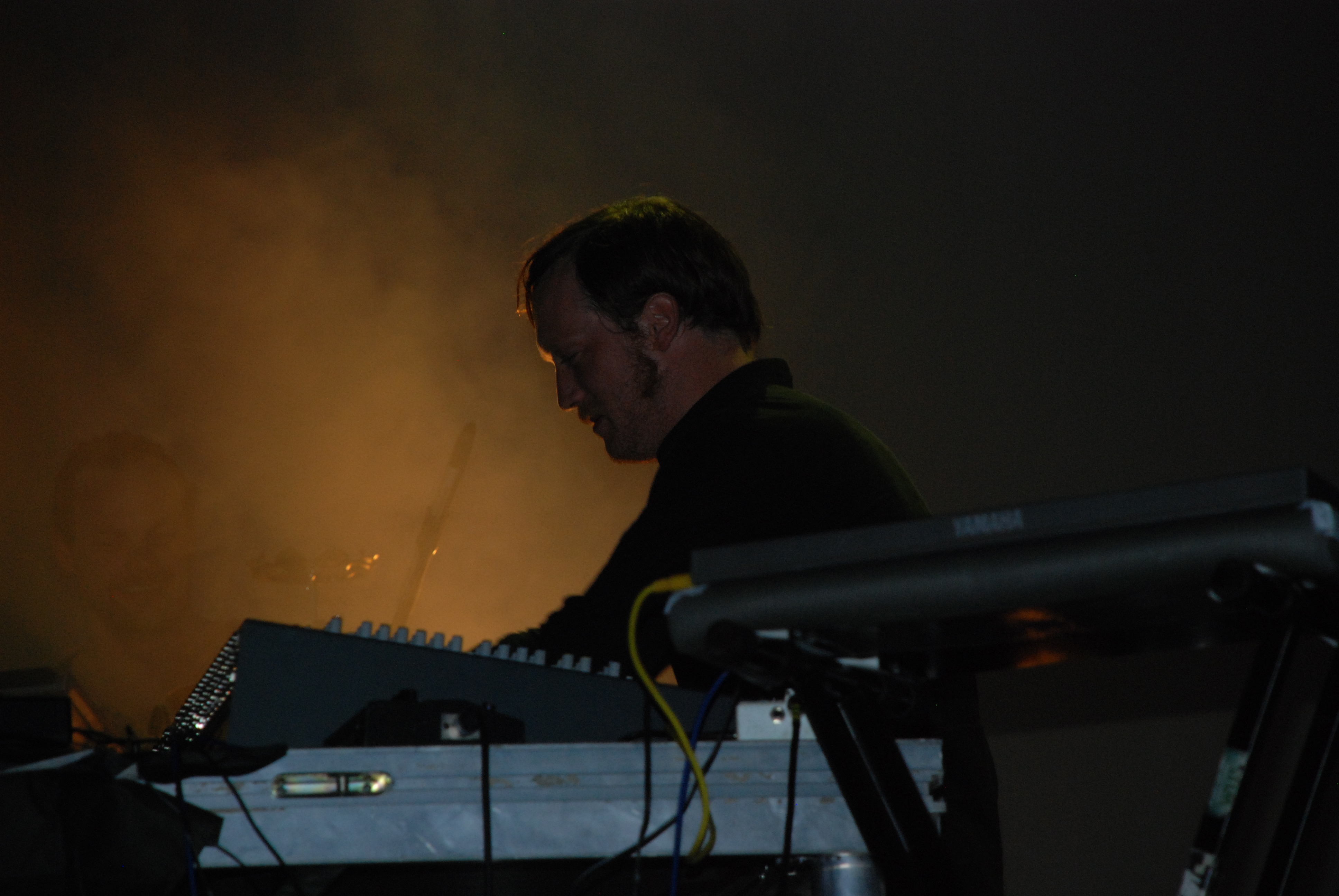
The Field in Breslau (2009)

The Field (eigentl.: Axel Willner) ist ein schwedischer Liveact und Musikproduzent im Bereich Ambient-Techno.
In jungen Jahren war er Gitarrist diverser Punkrockbands in seiner Heimatstadt Stockholm. Mitte der 1990er Jahre aber prägten ihn die Ambient-Stücke von Aphex Twin. Er produzierte ein eigenes Album und erhielt 2005 einen Plattenvertrag beim Kölner Label Kompakt. Er verwendet Jeskola Buzz, um seine Werke herzustellen.

## Diskografie

### Alben
- From Here We Go Sublime (2007)
- Yesterday and Today (2009)
- Looping State of Mind (2011)
- Cupid's Head (2013)
- The Follower (2016)[2]
- Infinite Moment (2018)[3]

### EPs
- Sound of Light (2007)

### Singles
- „Things Keep Falling Down“ (2005)
- „Sun & Ice“ (2006)
- „The More That I Do“ (2009)

### Remixe
- Annie – „My Heartbeat“ (2005)
- Marit Bergman – „No Party“ (2006)
- James Figurine – „55566688833“ (2006)
- 120 Days – „Come Out (Come Down, Fade Out, Be Gone)“ (2006)
- Battles – „Tonto“ (2007)
- The Honeydrips – „Fall From a Height“ (2007)
- Thom Yorke – „Cymbal Rush“ (2007)
- Maps – „You Don’t Know Her Name“ (2007)
- Gui Boratto – „Hera“ (2007)
- Andreas Tilliander – „Stay Down“ (2007)
- Familjen – „Hög Luft“ (2007)
- Sasha – „Mongoose“ (2008)
- Popnoname – „Touch“
- DeVotchKa – „Clockwise Witness“
- Tocotronic – „Schall Und Wahn“ (2010)
- Bear In Heaven – Ultimate Satisfaction (2010)
- Walls – „Hang Four“ (2010)
- Harmonia & Eno ’76 – „Luneburg Heath“ (2010)
- Maserati – „Pyramid of the Moon“ (2010)
- Wildbirds & Peacedrums – „The Well“ (2010)
- Junior Boys – „Banana Ripple“ (2011)